# Hôtel Le Rebours
Hôtel Le Rebours je městský palác ze 17. století, který se nachází v Paříži v historické čtvrti Marais ve 4. obvodu na adrese 12, Rue Saint-Merri a 2–4, Rue Pierre-au-Lard. Palác je od roku 1990 chráněn jako historická památka.

## Historie
Architekt Claude Monnard postavil palác v roce 1624 pro královského rádce Jeana Auberyho. Budovu získal v roce 1672 Thierry Le Rebours, po kterém je palác pojmenován. V roce 1695 byly přestavěny fasáda a schodiště. V roce 1738 nechal nový majitel, pařížský měšťan Jacques-René Devin upravit dům do současné podoby. Palác je od 31. července 1990 na seznamu jako historických památek. Je veřejnosti přístupný.

## Architektura

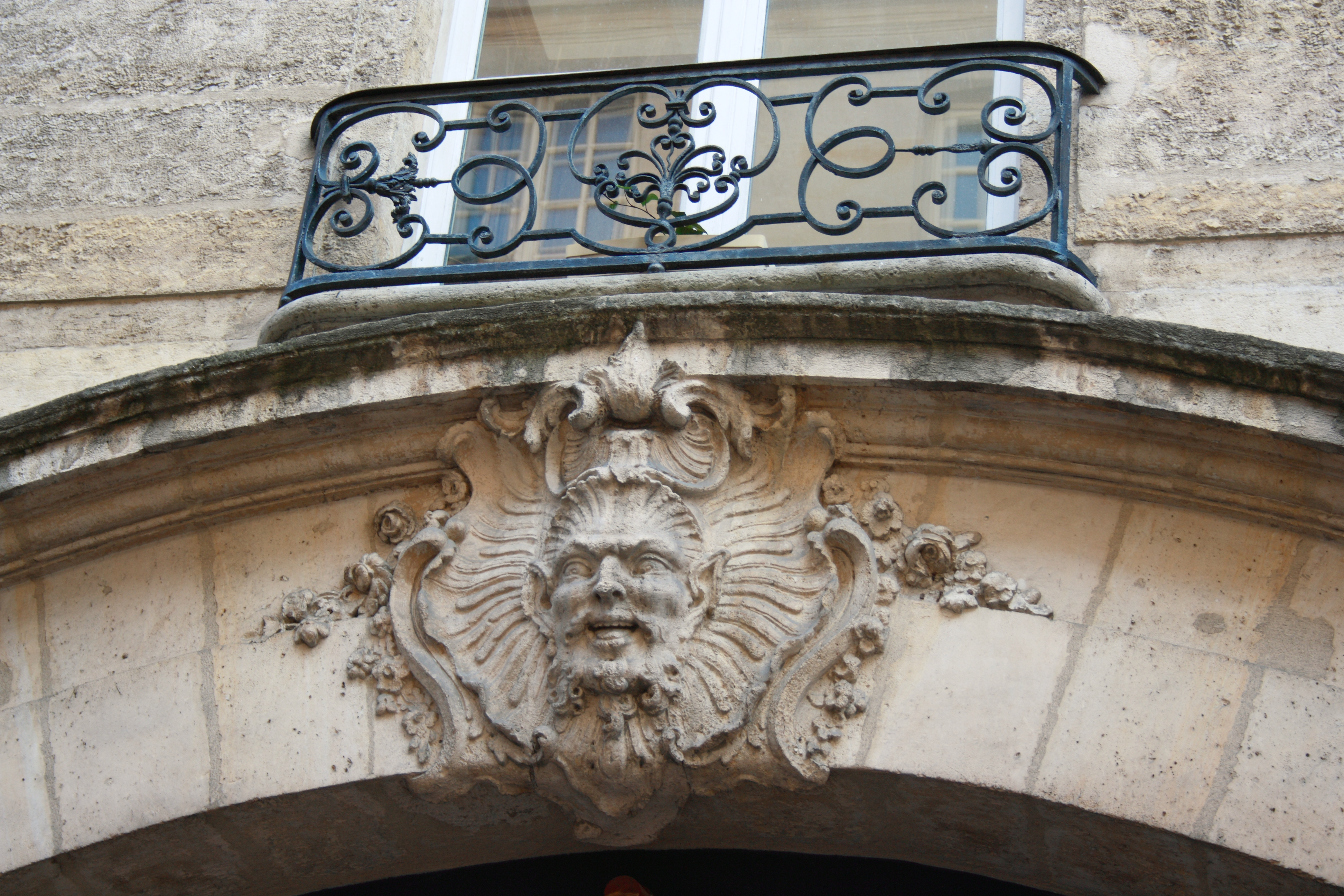
Detail maskaronu nad portálem do ulice

Rozlehlé nádvoří obklopují čtyři střízlivé fasády ve stylu Ludvíka XVIII. Každá strana jsou symetricky členěna na přízemí, první patro s vysokými okny a druhé mansardové patro. Každé mansardové okno má jiný tvar: prostřední má obloukový fronton, dvě sousedící mají trojúhelníkový fronton a jsou doplněny dvěma oválnými volskými oky. Portál průchodu na nádvoří je opatřen ženským maskaronem.
Fasádu orientovanou do ulice upravil na konci 17. století nebo na začátku 18. století architekt Victor Thierry Dailly a je zdobnější. Skládá se z přízemí, prvního a druhého patra, přičemž každé patro má jedenáct oken. Okna v prvním patře jsou nejvyšší a jsou doplněny zábradlím podpěrami z tepaného železa. Střed fasády je členěn rizalitem s portálem, nad nímž je reliéf představující vousatou hlavu Fauna obklopenou ornamenty a květinami. Průčelí je zakončeno trojúhelníkovým frontonem s volským okem.
V průchodu, který vede na nádvoří, je vstup do vestibulu s hlavním schodištěm, jehož zábradlí z tepaného železa je zachované až do druhého patra. V prvním patře je ve velkém salónu v západním křídle zachovaný strop tvořený původními malovanými trámy.